# 雷丁大学
雷丁大學是英国一所公立大学，创立于1892年。大学现有四个校区，位于英国南部的伯克郡雷丁市周边。1926年接受皇家憲章。
雷丁大學在教育領域做出了巨大的成就，1998年、2005年、2009年和2011年四度獲得女王週年獎。它是英國著名的研究型大學之一，世界排名在200位以內。

## 歷史

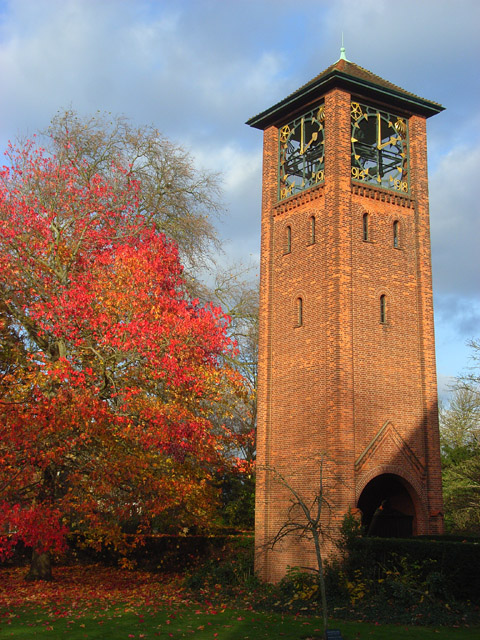
雷丁大學倫敦路校區的戰爭紀念鐘塔

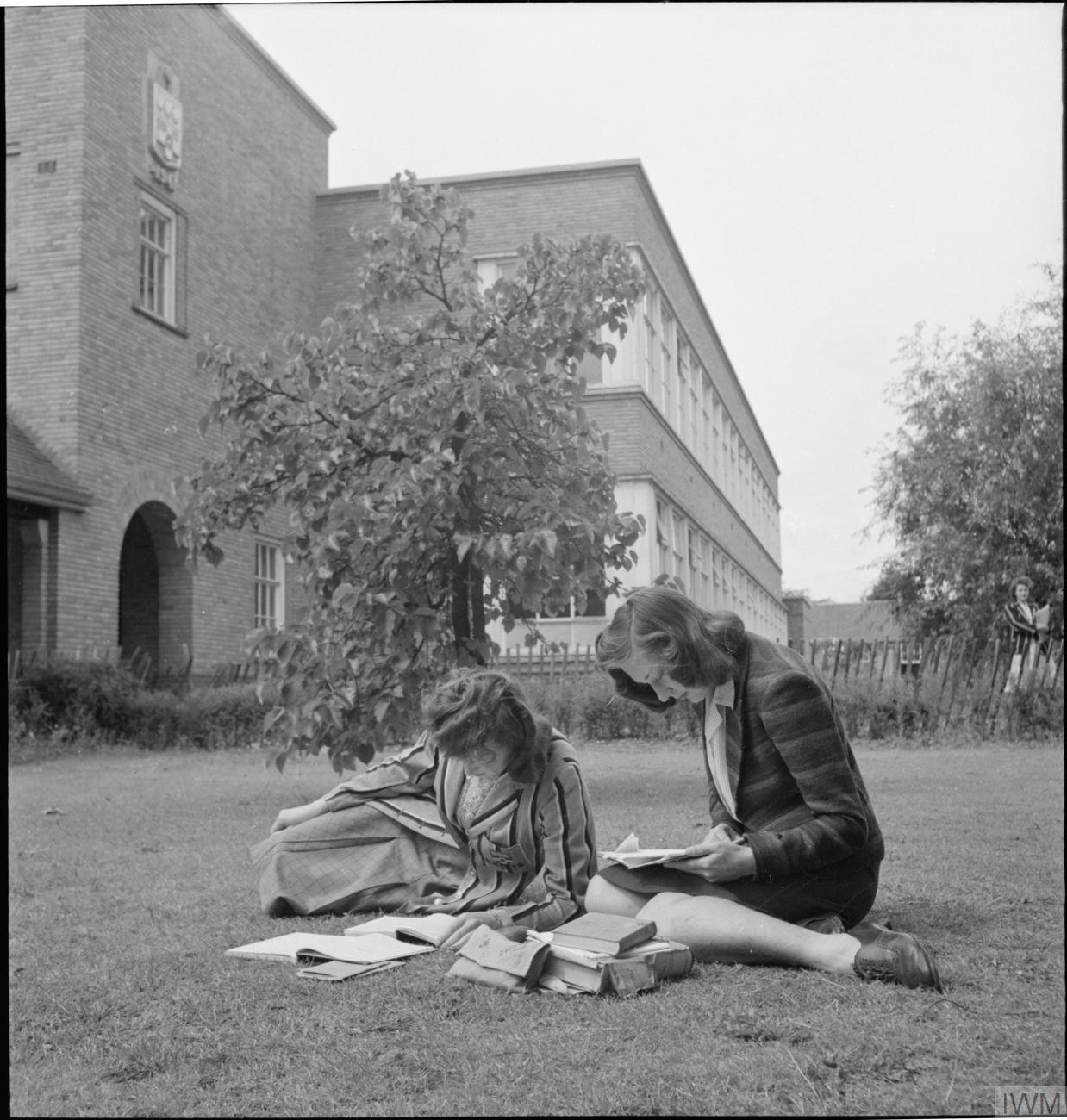
1945年在雷丁大學學習的學生

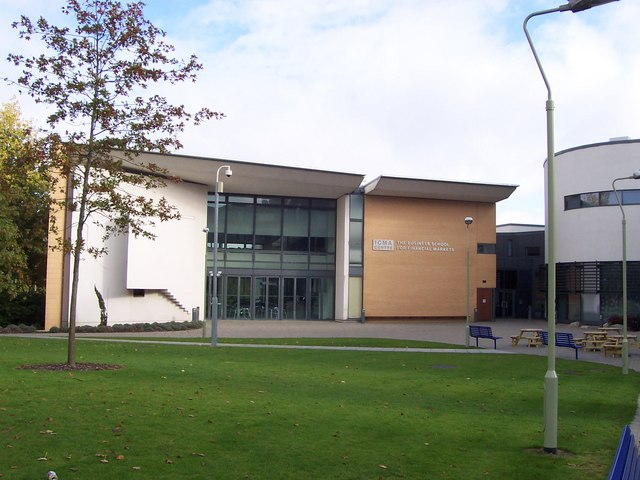
ICMA中心

### 雷丁學院
該大學的前身是1860和1870年代在雷丁成立的文理學院。1892年雷丁學院（College at Reading）由牛津大學基督堂學院作為其本身在雷丁的分校區成立。首任院長是哈爾福德·麥金德。 同年雷丁議會將原先的文理學院併入雷丁學院。
1901年新學院收到來自財政部的第一筆資金，次年亨得利帕馬氏公司中的帕馬家族又賜其倫敦路校區（London Road Campus）地皮。該家族幫助學院分別在1908年建造「華拓麒堂」（Wantage Hall）和1912年建造「製酪業研究所」（Research Institute in Dairying）。

### 大學地位
1920年雷丁學院申請皇家憲章欲成為正式的大學，但遭到拒絕。1925年第二次申請才通過，次年3月17日正式發佈，而雷丁學院也就變成了雷丁大學（University of Reading）。該大學是英格蘭在兩次世界大戰之間創建的唯一一所大學。
1947年雷丁大學買下白騎士公園並將其作為主校區所在地，1984年雷丁大學開始與布萊米什高等教育學院（Bulmershe College of Higher Education）合併，1989年合併完成。
2006年10月，傳出物理學部（Physics Department）因資金不足等原因將要關閉的消息，該消息引發了多發關注。 最終在同月20日正式批准。 然而隨後一大批學科也相繼關閉，它們包括音樂、社會學、地理學和機械工程學部。2009年3月又決定關閉非常受新生歡迎的健康和社會關懷學院（School of Health and Social Care）。
2008年1月，雷丁大學宣佈將令亨利管理學院併入其中形成亨利商學院，並將其原有的MBA課程和ICMA中心也併入其中。同年8月1日生效，該商學院分隔開白騎士校區和格陵蘭校區（Greenlands Campus），後者是原先亨利管理學院所在地。
2009年9月學校開始重組，該工程波及到了全校所有部門。 年末宣佈將花費3000萬英鎊翻新倫敦路校區，并預計將其作為學校教育研究所的所在地。
雷丁大學是UTC雷丁的主要捐助者，後者是一個在2013年9月成立的大學技術學院。

## 學術

### 科系
該大學下有三個系，分別是藝術、人文和社會科學系（Faculty of Arts, Humanities and Social Science）、生命科學系（Faculty of Life Sciences）和理學系（Faculty of Science）。此外亨利商學院也屬於雷丁大學。

### 排名
根據2008年科研評估，雷丁大學的法學院在全英排在11位以內，依照側重點不同略有變化。其氣象學部在2005年獲得女王週年獎。根據2014年研究卓越框架（Research Excellence Framework），雷丁大學的文字設計及圖像傳播學系（Typography & Graphic Communication Department）在藝術與設計範疇中於全英排在首位，亦在2011年獲得女王週年獎。

## 著名校友

### 教育界
- 阿什·阿敏 (Ash Amin) - 劍橋大學地理學教授。
- 邁克爾·考克斯 (Michael Cox) - 倫敦政治經濟學院國際關係學教授。
- 彼得·克蘭恩 (Peter Crane) - 耶魯大學植物學教授。
- 西恩·霍莉 (Sean Holly) - 劍橋大學經濟學教授。
- 阿維·施萊姆 (Avi Shlaim) - 牛津大學國際關係學教授。
- 邁克爾·萊佛爾 (Michael Leifer) - 倫敦政治經濟學院國際關係學教授。
- L.J.F.布林布爾 (L. J. F. Brimble) - 植物學家，《自然》雜誌編輯。
- 克里福德·查理斯·巴特勒 (Clifford Charles Butler) - 介子和超子的共同發現者，帝國理工大學物理學教授。
- 珍妮特·比爾 (Janet Beer) - 利物浦大學校長。
- 約翰·哈里·鄧寧（John Harry Dunning）- 經濟學家，雷丁學派代表人物，提出了著名的國際生產折中理論。
- 克莉斯汀·吉爾伯特 (Christine Gilbert) - 前英國教育標準局負責人，皇家總督學。
- 斯蒂芬·E·卡爾沃特 (Stephen E. Calvert) - 英屬哥倫比亞大學地質學榮譽退休教授。
- 大衛·卡爾帕尼 (David Carpanini) - 伍爾弗漢普頓大學藝術學榮譽退休教授。
- 貝亞特·赫爾梅林 (Beate Hermelin) - 實驗心理學家，自閉症實驗研究先驅。
- 喬爾·霍沃斯 (Jolyon Howorth) - 巴斯大學歐洲政治學教授，耶魯大學政治學客座教授。
- 大衛·馬克斯 (David Marks) - 倫敦城市大學心理學教授。
- 朱·桑本 (June Thoburn) - 東英吉利亞大學社會工作榮譽教授。
- 英博文·特羅梅斯 (Ethelwynn Trewavas) - 魚類學家和分類學者。
- 約翰·特納 (John Turner) - 工程學教授，朴茨茅斯大學副校長。
- A. E.懷爾德-史密斯 (A. E. Wilder-Smith) - 化學家。
- 傑佛瑞·C·席爾德 (Geoffery C. Schild) - 前世界衛生組織流感疫苗諮詢委員會主席。
- 蒂姆·惠勒 (Tim Wheeler) - 作物學教授，英國國家大氣科學中心首席研究員。
- 李世蓉 - 重慶大學房地產教授，前特許建造學會全球主席。
- 克萊德·霍普金斯(Clyde Hopkins) - 前切爾西藝術與設計學院繪畫系主任，榮譽教授。
- 理查德·山布魯羅克 (Richard Sambrook) - 新聞學教授，前BBC國際新聞部主任，卡迪夫大學新聞中心主任。

### 商界
- 珍·巴克 (Jane Barker) - 前倫敦證券交易所CFO、COO。
- 大衛·阿特金斯 (David Atkins) - 英國地產開發公司Hammerson CEO。
- 羅伯特·諾爾 (Robert Noel) - 英國商業地產開發和投資公司土地證券CEO。
- 艾莉森·卡維斯 (Dame Alison Carnwath) - 前土地證券董事長。
- 蘇·克萊頓 (Sue Clayton) - 世邦魏理仕資本市場執行董事。
- 布萊恩·拉克斯頓 (Bryan Laxton) - 戴德梁行合夥人。
- 尼克·坎迪 (Nick Candy) - 高端地產開發商，海德公園一號開發公司Candy & Candy, London 聯合創始人，CEO。
- 查爾斯·格雷厄姆 (Charles Graham) - 前Europa Capital CEO。
- 琳達·班尼特 (Linda Bennett) - 英國時裝品牌L.K. Bennett創始人。
- 尼基·金尼爾 (Nicky Kinnaird) - 英國化妝品零售公司Space NK 創始人和主席。
- 約翰·科林斯 (John Collins) - 前Dixons董事長。
- 蓋·麥克拉肯 (Guy McCracken) - 前合作食品CEO。
- 約翰·摩根 (John Morgan) - 前摩根·辛達爾執行總裁。
- 克莉斯蒂·皮考克 (Christie Peacock) - 前FARM Africa CEO。
- 邁克爾·博林布魯克 (Michael Bolingbroke) - 曼聯首席運營官。
- 菲利普·納什 (Philip Nash) - 利物浦足球會財務總監。

### 政界
- 揚·卡文 (Jan Kavan) - 捷克外交家和政治家，第57屆聯合國大會主席。
- 莫佩琳 (Penny Mordaunt) - 英國國防部部長。
- 安東·阿普里安托諾 (Anton Apriantono) - 印度尼西亞農業部長。
- 安東·阿普里亞托諾 (Belay Ejigu Begashaw) - 埃塞俄比亞農業部長。
- 舒庫魯·卡萬布瓦 (Shukuru Kawambwa) - 坦桑尼亞教育和職業培訓部部長。
- 迪梅吉·班科爾 (Dimeji Bankole) - 尼日利亞眾議院議長。
- 弗雷德·嘉甸拿 (Fred Gardiner) - 加拿大政治家。
- 休伊·羅伯遜 (Hugh Robertson) - 英國奧林匹克委員會主席，國會議員。
- 威廉·布拉德肖 (William Bradshaw) - 英國交通部發言人，上議院自由黨議員。
- 弗勞克·派翠 (Frauke Petry) - 德國選擇黨黨首。
- 邁克·漢森 (Mike Hanson) - 英國稅務海關總署行政長官。
- 格林·福特 (Glyn Ford) - 歐洲議會議員。
- 西門·加斯 (Sir Simon Gass) - 英國駐伊朗大使及北約駐阿富汗高級文職代表。
- 薇樂莉·凱頓 (Valerie Caton) - 英國駐芬蘭大使。
- 戴維·沃廉姆斯 (David Williams) - 前]]英國太空署]]長官。
- 傅芝雅 - 马来西亚首相署副部长。
- 陈仪乔 - 马来西亚國際貿易及工業部政務次長。

### 文藝界
- 譚智恒（Keith Chi-hang Tam) - 香港知專設計學院傳意設計學系主任。前雷丁大學文字設計及圖像傳播學系副教授。前香港理工大學設計學院助理教授兼傳意設計學科主任。
- 巴恩斯（Paul Barnes) - 平面設計師及文字設計師，被衛報譽為英國前50名最優秀設計師之一。
- 戴夫·豪（Dave Howe) - Syfy總裁。
- 朱利安·巴勒特 (Julian Barratt) - 喜劇演員，代表作《魔幻之旅》。
- 阿瑟·布朗 (Arthur Brown) - 搖滾歌手。
- 傑米·卡倫 (Jamie Cullum) - 爵士鋼琴家兼歌手，代表作Twentysomething。
- 馬丁·諾布爾 (Martin Noble) - 作曲家，樂隊British Sea Power吉他手。
- 斯科特·威爾金森 (Scott Wilkinson) - 作曲家，樂隊British Sea Power主唱。
- 安迪·麥凱 (Andy MacKay) - 樂隊羅西音樂薩克斯手。
- 利亞姆·豪 (Liam Howe) - Sneaker Pimps 樂隊成員。
- 柯辟復（Coralie Bickford) - 插畫師，曾為企鵝叢書設計書籍封面，更在2016年贏得英國書籍設計學院大獎。
- 鄺維信（Vincent Connare) - 曾為微軟設計Comic Sans及Trebuchet MS字體。
- 羅伯特·吉爾莫爾 (Robert Gillmor) - 鳥類學家，藝術家，插畫家，作家，英國皇家鳥類保護協會獎（RSPB Medal）獲得者。
- 大衛·沃特金斯 (David Watkins) - 倫敦奧運會獎牌設計者。
- 科內利亞·帕克 (Cornelia Parker) - 雕刻家和裝置藝術家，獲特納獎提名。
- 理查德·威森 (Richard Wilson) - 裝置藝術家，兩次獲特納獎提名。
- 克萊爾·亨利-布魯諾 (Clare Henry-Bruno) - 藝術評論家。
- 西門·古真 (Simon Gudgeon) - 當代雕塑家。
- 喬·科爾尼希 (Joe Cornish) - 風景攝影師。
- 邁克·尼爾森 (Mike Nelson) - 裝置藝術家。
- 安妮·比恩 (Anne Bean) - 裝置藝術家、行為藝術家。
- 湯唯 - 中國大陸女演員。
- 高艺 - 马来西亚女演員。

### 體壇界
- 安娜·沃特金斯 (Anna Watkins) - 倫敦奧運會賽艇冠軍。
- 詹姆斯·克拉克內爾 (James Cracknell) - 2000、2004年奧運會賽艇冠軍。
- 亚历克斯·格雷戈里 (Alex Gregory) - 倫敦奧運會賽艇奧運冠軍。

### 其他
- 琳恩·布林德利 (Dame Lynne Brindley) - 前大英圖書館館長。
- 彼得·克蘭恩 (Professor Peter Crane) - 前英國皇家植物園園長。
- 約翰·辛普森 (John Simpson) - 前牛津英語詞典主編。
- 加文·格蘭特 (Gavin Grant) - 前皇家防止虐待動物協會會長。

## 外部連結
- 官方网站（英文）
- 雷丁大学中文官网 （页面存档备份，存于）（简体中文）

51°26′31″N 0°56′44″W / 51.44194°N 0.94556°W